# Suzuki Tsubasa (1994)
Tsubasa Suzuki (sinh ngày 26 tháng 4 năm 1994) là một cầu thủ bóng đá người Nhật Bản.

## Sự nghiệp câu lạc bộ
Tsubasa Suzuki đã từng chơi cho Montedio Yamagata và Arterivo Wakayama.